# Yolande Bavan
Yolande Bavan (1 de junio de 1942) es una cantante y actriz srilanquesa.
Ha realizado varias giras de conciertos por Australia y otros países de Asia, como intérprete también junto con Graeme Campana al principio de su carrera. Es conocida por la sustitución de Annie Ross, la exvocalista de la banda de jazz Lambert, Hendricks & Ross. Después de verse obligada por abandonar al grupo por ciertos problemas de salud en 1962. Bavan grabó tres discos, todas grabadas en vivo junto al grupo Lambert, Hendricks & Bavan. En 1964, dejó el grupo, terminando con la eficacia del trío. 
En 1969, Peter Ivers y Yolande Bavan grabaron un álbum bajo el sello "Epic Records", el álbum se titulaba Knight of the Blue Communion. Bavan también prestó su voz, para unos anuncios de informes meteorológicos, más adelante lanza un álbum en solitario en 1972 titulado "I Sing the Body Electric". También ha participó en películas como Parting Glances, One True Thing y Cosmopolitan, así como la realización de muchas otras obras de teatro.